# خلیج پیودنا
خلیج پیودنا (انگلیسی: Pivdenna Bay) یک بندر و لنگرگاه در کرانه دریای سیاه و شهر سواستوپول در شبه‌جزیره کریمه است.